# Ingrid Wilm
Ingrid Wilm, née le 8 juin 1998 à Toronto, est une nageuse canadienne, spécialiste des épreuves de dos.

## Biographie
Ingrid Wilm décroche 3 médailles de bronze aux championnats du monde de natation de 2024 et 5 médailles aux championnats du monde de natation en petit bassin de 2024.
Elle se classe 6e dans le 100 m dos aux Jeux olympiques de 2024.

## Palmarès

### Championnats du monde en grand bassin
- Championnats du monde 2022 à Budapest :
  -  Médaille de bronze du relais 4 × 100 m quatre nages (participe uniquement aux séries).
- Championnats du monde 2023 à Fukuoka :
  -  Médaille de bronze du relais 4 × 100 m quatre nages (participe uniquement aux séries).
- Championnats du monde 2024 à Doha :
  -  Médaille de bronze du relais 4 × 100 m quatre nages.
- Championnats du monde 2025 à Singapour :
  -  Médaille de bronze du relais 4 × 100 m quatre nages mixte (participe uniquement aux séries).